# Ormosia bihamata
Ormosia bihamata là một loài ruồi trong họ Limoniidae. Chúng phân bố ở miền Cổ bắc.